# Marko Martin
Marko Martin (* 17. September 1970 in Burgstädt) ist ein deutscher Schriftsteller und Publizist.

## Leben
Marko Martins Eltern waren Zeugen Jehovas. Im Deutschlandfunk-Gespräch Zwischentöne berichtet er, dass er sich mit 16 Jahren von den Zeugen Jehovas emanzipierte. Die Familie übersiedelte im Mai 1989 unter anderem auch wegen Martins Hochschulverbots aus politischen Gründen und als Kriegsdienstverweigerer aus der DDR in die Bundesrepublik. Dort studierte er Germanistik, Politikwissenschaft und Geschichte an der TU und FU Berlin mit dem Abschluss eines Magisters. Nach langjährigem Aufenthalt in Paris lebt Martin in Berlin.
In den 1990er Jahren beschäftigte er sich – als regelmäßiger Mitarbeiter der im Dezember 2012 eingestellten Zeitschrift Kommune – besonders mit französischen Intellektuellen und der Exil- und Antitotalitarismus-Thematik. Inzwischen liegt sein publizistischer Fokus auf Israel, Lateinamerika und Südostasien sowie auf Fragen der Menschenrechte im Zeitalter der Globalisierung. Martins zahlreiche Essays, Reise-Reportagen und Literaturkritiken erscheinen u. a. in der Welt und der Jüdischen Allgemeinen, der Zeitschrift Mare und dem Zweimonatsperiodikum Internationale Politik. Er ist regelmäßig in den Literaturprogrammen von Deutschlandradio Kultur zu hören.
Im September 2007 war Martin unter Pseudonym Sonderkorrespondent der Welt, um im damals diktatorisch regierten Burma über die blutige Niederschlagung der friedlichen Mönchs-Proteste zu berichten.
Martin ist Mitglied des PEN-Zentrums deutschsprachiger Autoren im Ausland (Sektion „Writers in Prison“) und seit Juni 2022 auch Mitglied im PEN Berlin.
Er ist Jury-Mitglied des Karl-Wilhelm-Fricke-Preises, den die Bundesstiftung zur Aufarbeitung der SED-Diktatur jährlich an Menschen vergibt, die sich um die kritische Aufarbeitung von Diktaturen verdient gemacht haben. Von 2015 bis 2017 war er auch Jury-Mitglied des Internationalen Literaturpreises – Haus der Kulturen der Welt.
Vom 15. April bis 15. September 2016 berichtete Martin als Stadtschreiber in einem zweisprachigen Blog aus der polnischen Europäischen Kulturhauptstadt 2016 Breslau/Wrocław und schrieb über den heterogenen Charakter dieser Großstadt, besonders in Bezug auf deren deutsch-jüdische Vergangenheit. Seit Dezember 2016 ist er Mitglied des antitotalitär-liberalen Autorenblogs „Salonkolumnisten“, der sich vor allem aus ehemaligen Mitgliedern des Blogs „Die Achse des Guten“ zusammensetzt. Des Weiteren publiziert er im Zentrum Liberale Moderne, einem von den ehemaligen Grünen-Politikern Marie-Luise Beck und Ralf Fücks gegründeten Thinktank.
Im Mai 2022 zählte Martin neben Herta Müller, Antje Rávic Strubel, Daniel Kehlmann und Ronya Othmann zu den Erstunterzeichnern eines in der Zeit abgedruckten „Offenen Briefs“ an Bundeskanzler Scholz, in dem dieser dringlich aufgefordert wurde, die Ukraine auch militärisch zu unterstützen. Zwei Monate zuvor hatten russische Streitkräfte auf Befehl des russischen Staatspräsidenten Putin einen großen völkerrechtswidrigen Angriffskrieg auf die Ukraine begonnen.
Ende Oktober 2023 unterzeichnete Martin zusammen mit anderen Autoren einen Offenen Brief, in dem das Schweigen des deutschen Kulturbetriebs zum Hamas-Massaker vom 7. Oktober 2023 scharf kritisiert und ein verstärktes Engagement gegen Antisemitismus eingefordert wurde.
Am 7. November 2024 hielt er im Schloss Bellevue eine Rede anlässlich des 35. Jahrestages des Falls der Berliner Mauer, in der er sich kritisch zur von Steinmeier in der Vergangenheit betriebenen Russlandpolitik der Bundesrepublik Deutschland äußerte. Steinmeier, der im April 2022 in einer Reihe von Interviews öffentlich seine Fehleinschätzung Putins erklärt hatte, habe laut Martin nach der Veranstaltung mit einem Wutausbruch reagiert. Martins Rede fand auch in Polen Aufmerksamkeit; er hatte in ihr die Solidarność gewürdigt und die Geringschätzung Osteuropas kritisiert.

## Werk
In seinen literarischen Arbeiten beschäftigt sich Martin vor allem mit Welt- und Fremdheitserfahrungen, die positiv konnotiert sind: In seinem Roman Der Prinz von Berlin (2000) wird Berlin ironisch aus der Sicht eines jungen libanesischen Zuwanderers beschrieben. Ein taz-Rezensent schrieb, Martin sei „im Herzen ein Dissident geblieben“. Das literarische Tagebuch Sommer 1990 (2004) spürt den eigenen ostdeutschen Prägungen nach, während der Essayband Kosmos Tel Aviv (2012) eine Hymne an Martins erklärte zweite Heimat ist, eine „Liebeserklärung in zärtlichem Hebräisch“, die von der israelischen Tageszeitung Haaretz mit dem Schreibstil Bruce Chatwins verglichen wurde.
Der 2009 in der Anderen Bibliothek erschienene Prosa-Band Schlafende Hunde erzählt von individuellen Schicksalen und erotischen Abenteuern vor dem Hintergrund gesellschaftlicher Krisen in Mexiko, Israel, Ruanda und dem Iran. Die FAZ bezeichnete die Erzählungen als „Meisterwerke der Intensität“. Martins Nachfolgeband in der Anderen Bibliothek Die Nacht von San Salvador (2013) führt erneut an verschiedene Orte der Welt, wobei der Exotismus durch eine Vielzahl an Erzählstilen gebrochen wird, wenngleich es auch hier vor allem um das Spannungsfeld zwischen Liebe, Eros, Sexus und gesellschaftlichen Brüchen geht. Für die NZZ war das Buch „eine ars amatoria des Reisens (…) prallvoll mit Welt und Sinnlichkeit“.
Zum 25. Jahrestag des Zusammenbruchs des Ostblocks erschien sein Essayband Treffpunkt ’89. Von der Gegenwart einer Epochenzäsur, der Erinnerungen an Intellektuelle wie Albert Camus, Manès Sperber, Czesław Miłosz, Václav Havel oder Jürgen Fuchs mit einer Analyse der politischen Spannungen des Jahres 2014 verbindet. Die Welt bezeichnete das Buch als „perfektes Gegengift zur nationalen Nabelschau“, der SZ gilt der Autor als „Prachtexemplar eines engagierten Intellektuellen, unabhängig von allen Ismen“. Bereits frühzeitig kritisierte Martin auf harsche Weise das Milieu der AfD- und „Pegida“-Demonstranten. Im Folgejahr publizierte er sein literarisches Tagebuch Madiba Days. Eine südafrikanische Reise, das vor dem Hintergrund des 25. Jahrestages der Apartheid-Implosion und des DDR-Endes das Scheitern homogener Gesellschaften reflektiert, an bislang eher unbekannte Prägungen Nelson Mandelas erinnert und gleichzeitig die Verwerfungen der südafrikanischen Gegenwart sondiert. Der Freitag resümierte zu „Madiba Days“: „Unter den zeitgenössischen Schriftstellern speist wohl kaum einer sein Schreiben so sehr aus eigenen sinnlichen Erfahrungen und Erlebnissen … Ein Betrieb, der ständig über seine Homogenität lamentiert, sollte öfter jemanden wie Marko Martin lesen.“
2016 erschien mit dem Band Tel Aviv. Schatzkästchen und Nussschale, darin die ganze Welt erneut eine Hommage auf die Stadt am Mittelmeer, die den Autor mit menschlichen Begegnungen und Erinnerungen beschenkt. Ebenfalls 2016 wurden Erzählungen aus den Jahren 2007 bis 2011 unter dem Titel Umsteigen in Babylon veröffentlicht.
Im Mai 2018 beschrieb er in einer Kolumne in der NZZ die Undifferenziertheit der deutschen Rezeption Israels, welche sich seit 70 Jahren im hoch-reflexiven Dauerstreit mit sich selber befinde. Im Rekurs auf die inner-israelische Debattendemokratie geht Martin mit sogenannter „Israel-Kritik“ hart ins Gericht.
Anfang 2019, zum 60. Jahrestag der kubanischen Revolution, veröffentlichte Martin das literarische Tagebuch Das Haus in Habana. Ein Rapport, eine kritische Auseinandersetzung mit der Insel-Realität. Das Werk war 2019 für den Preis der Leipziger Buchmesse in der Kategorie Sachbuch/Essayistik nominiert. Im Herbst 2019 erschien der umfangreiche Essayband Dissidentisches Denken. Reisen zu den Zeugen eines Zeitalters, in dem die Geschichte des 20. Jahrhunderts als Verknüpfungsgeschichte der Biographien von Dissidenten, jüdischen Lager-Überlebenden und antitotalitären Oppositionellen erzählt wird. Anhand persönlicher Begegnungen oder Lektüren porträtiert Martin hier weltweit verstreut lebende (Exil-)Schriftsteller und Intellektuelle wie Pavel Kohout, Gustaw Herling, Hans Sahl, André Glucksmann, Raissa Orlowa-Kopelewa, Roberto Schopflocher, Ilse Losa, Arthur Koestler, Horst Bienek, Anne Ranasinghe, Edgar Hilsenrath oder Aharon Appelfeld. Der Historiker Ilko-Sascha Kowalczuk nannte Dissidentisches Denken in der Süddeutschen Zeitung ein „Buchdenkmal“: „Wer dieses Buch gelesen und verstanden hat, der hat kein moralisches Recht mehr, pessimistisch zu sein.“ Ähnlich der Ideenhistoriker Jens Hacke in der Zeit: „Marko Martin (…) erinnert uns mit seinem eindrucksvollen Panorama dissidentischer Intellektualität daran, dass geistige Freiheit kein antiquarisches Thema ist.“
Im Sommer 2020 publizierte Martin auf der Website des Peter-Huchel-Hauses eine literarische Reportage über seine Erfahrungen während der Neujahrstage in Hongkong, wo er zum Zeugen der letzten freien Tage der Stadt und des Beginns der Corona-Pandemie geworden war. Danach erschien der Essayband Die verdrängte Zeit. Vom Verschwinden und Entdecken der Kultur des Ostens, über den die FAZ urteilte: „In einem großen Panorama fächert Martin die Vielstimmigkeit der in Ostdeutschland entstandenen Kultur auf“, während die Zeit urteilte: „Martins Herz schlägt dabei für die Verbotenen und Verfolgten.“
2021 erschien Die Unschuldigen von Ipanema und andere Erzählungen, die thematisch und stilistisch an die vorausgegangenen Erzählbände Die Nacht von San Salvador und Umsteigen in Babylon anknüpfen. Im Herbst des gleichen Jahres folgte das literarische Tagebuch Die letzten Tage von Hongkong, über das Mario Vargas Llosa urteilte: „Marko Martin hat eine bewundernswerte Gabe, die Dinge zu sehen; durch seine Augen werden die Dissidenten in Hongkong als Menschen erkennbar, Menschen mit einer ungewissen Zukunft.“ Der Schriftsteller Stephan Wackwitz bezeichnete das Buch in der taz als „Mikroskopie einer zeitgeschichtlichen Umbruchperiode“. Auf der Website von „Intellectures“ finden sich Die Letzten Tage von Hongkong beschrieben als „ein ungewöhnliches Buch eines Überzeugungstäters für eine liberale Demokratie, intellektuell geprägt durch einen ‚Liberalismus der Furcht‘, wie ihn Judith N. Shklar formuliert hat“.
Der im Frühjahr 2023 erschienene Essayband Brauchen wir Ketzer? Stimmen gegen die Macht knüpft an den Band Dissidentisches Denken an und porträtiert von Hermann Broch, Primo Levi, Ludwig Marcuse über Alice Rühle-Gerstel und Hilde Spiel bis Hans Habe und Friedrich Torberg unangepasste Intellektuelle des 20. Jahrhunderts, die schon frühzeitig vor totalitären Gefahren und rassistischen Mustern gewarnt haben. Der Schriftsteller Artur Becker beschrieb das Buch in der Frankfurter Rundschau als Anregung für die Gegenwart, um angesichts von Putins Angriffskrieg und dem Aufstieg der AfD Position zu beziehen. Die taz zog Parallelen zu John F. Kennedys Essayband Profiles in courage, während der Lyriker Matthias Buth in Faust-Kultur Martins Wiederentdeckung dieser Menschen als „meisterlich“ bezeichnete.
Zum ersten Jahrestag des Terrorangriffs der Hamas auf Israel erschien das Buch Und es geschieht jetzt. Jüdisches Leben nach dem 7. Oktober, eine literarische Essay-Reportage, die in Gesprächen die aktuelle Situation und deren historische Tiefenschichten umkreist. Klaus Bittermann beschrieb es in der taz als „erschütterndes Buch“, Intellectures stellte den Bezug zur jüdischen Ethik und „Tikkun Olam/Reparatur der Welt“ her: „Ein beklemmend beeindruckendes Buch. Hier schreibt keiner aus der Sicherheit seines Schreibtischs über Dinge, die ihm angetragen wurden.“

## Audio
- Autor Marko Martin: „Man darf sich den Luxus des Enttäuschtseins nicht leisten“, 70.36 Minuten-Audio-Version, Deutschlandfunk "Zwischentöne" Gespräch mit Musik mit Joachim Scholl 9. Februar 2025

## Publikationen
- Mit dem Taxi nach Karthago. Prosa und Gedichte, mit einem Vorwort von Hans Christoph Buch. Schwartz Verlag, Heidelberg 1994, ISBN 3-927800-02-3.
- Orwell, Koestler und all die anderen. Melvin J. Lasky und ‚Der Monat‘. Essay. Mut Verlag, Asendorf 1999, ISBN 3-89182-073-9.
- als Hrsg.: Ein Fenster zur Welt. Der Monat. Beiträge aus vier Jahrzehnten. Beltz Athenäum, Weinheim 2000, ISBN 3-89547-720-6.
- Der Prinz von Berlin. Roman. Quadriga Verlag, Berlin 2000, ISBN 3-88679-346-X.
- Eine Zeitschrift gegen das Vergessen. Bundesrepublikanische Traditionen und Umbrüche im Spiegel der Kulturzeitschrift „Der Monat“. Politikwissenschaftliche Studie, mit einem Vorwort von Michael Rohrwasser. Peter Lang Verlag, Frankfurt / New York 2003, ISBN 3-631-51105-1.
- Sommer 1990. Lit. Tagebuch. Deutsche Verlags-Anstalt (DVA), München 2004, ISBN 3-421-05843-1.
- Sonderzone: Nahaufnahmen zwischen Teheran und Saigon. Reportagen. Zu Klampen Verlag, Springe 2008, ISBN 978-3-86674-033-4.
- Schlafende Hunde. Erzählungen. Die Andere Bibliothek, Frankfurt am Main 2009, ISBN 978-3-8218-6225-5.
- Kosmos Tel Aviv: Streifzüge durch die israelische Literatur und Lebenswelt. Portraits und Reportagen, mit einem Vorwort von Ralph Giordano. Wehrhahn Verlag, Hannover 2012, ISBN 978-3-86525-293-7.
- Die Nacht von San Salvador. Ein Fahrtenbuch. Erzählungen. Die Andere Bibliothek, Frankfurt am Main 2013, ISBN 978-3-8477-0345-7.
- Treffpunkt ’89. Von der Gegenwart einer Epochenzäsur. Porträts und Essays. Wehrhahn Verlag, Hannover 2014, ISBN 978-3-86525-416-0.
- Madiba Days. Eine südafrikanische Reise. (Literarisches Tagebuch), Wehrhahn Verlag, Hannover 2015, ISBN 978-3-86525-463-4.
- Tel Aviv. Schatzkästchen und Nussschale, darin die ganze Welt. autobiographisch grundiertes Stadtporträt. Corso Verlag, Hamburg 2016, ISBN 978-3-7374-0723-6.
- Umsteigen in Babylon. Erzählungen 2007–2011. Männerschwarm Verlag, Hamburg 2016, ISBN 978-3-86300-218-3.
- Nelson Mandela. (Monographie). Reclam-Verlag, Stuttgart 2018, ISBN 978-3-15-020457-3.
- Das Haus in Habana. Ein Rapport. (Literarisches Tagebuch), Wehrhahn Verlag, Hannover 2019, ISBN 3-86525-640-6.
- Dissidentisches Denken. Die Andere Bibliothek, Berlin 2019, ISBN 978-3-8477-0415-7. (Neuauflage 2025, mit der "Bellevue-Rede". ISBN 978-3-8477-2068-3.)
- Die verdrängte Zeit. Vom Verschwinden und Entdecken der Kultur des Ostens. Tropen Verlag, Berlin 2020, ISBN 978-3-608-50472-9 (unter gleichem Titel auch erschienen als Taschenbuchausgabe der Bundeszentrale für politische Bildung, Band 10623, ISBN 978-3-7425-0623-8).
- Die Unschuldigen von Ipanema und andere Erzählungen. Erzählungen 2007–2011 II. PalmArtPress, Berlin 2021, ISBN 3-96258-075-1.
- Die letzten Tage von Hongkong. (Literarisches Tagebuch). Tropen Verlag, Berlin, 2021, ISBN 978-3-608-50523-8.
- „Brauchen wir Ketzer?“ Stimmen gegen die Macht. Porträts. Arco Verlag, Wien 2023, ISBN 978-3-96587-038-3.
- Und es geschieht jetzt. Jüdisches Leben nach dem 7. Oktober. Tropen Verlag, Berlin 2024, ISBN 978-3-608-50255-8.

## Stipendien, Auszeichnungen
- 1994 Arthur F. Burns Fellowship für San Francisco
- 2003 Arbeitsstipendium der Stiftung Kulturfonds der neuen Bundesländer
- 2004 Arbeitsstipendium des Else-Heiliger-Künstlerfonds
- 2001, 2002 und 2005 Amsterdam-Aufenthaltsstipendium der Deutsch-Holländischen Kulturstiftung
- 2016 Stadtschreiber-Stipendium Europäische Kulturhauptstadt Breslau/Wrocław des Deutschen Kulturforums östliches Europa